# تولد خانم جونز
تولد خانم جونز (انگلیسی: Mrs. Jones' Birthday) یک فیلم کوتاه کمدی آمریکایی است که در سال ۱۹۰۹ منتشر شد. این فیلم، دومین فیلم راسکو آرباکل در مقام بازیگر بود.